# Salem (Ohio)
Salem é uma cidade localizada no estado norte-americano de Ohio, no Condado de Columbiana.

## Demografia
Segundo o censo norte-americano de 2000, a sua população era de 12.197 habitantes.
Em 2006, foi estimada uma população de 11.974, um decréscimo de 223 (-1.8%).

## Geografia
De acordo com o United States Census Bureau tem uma área de 14,2 km², dos quais 14,2 km² cobertos por terra e 0,0 km² cobertos por água. Salem localiza-se a aproximadamente 374 m acima do nível do mar.

## Localidades na vizinhança
O diagrama seguinte representa as localidades num raio de 16 km ao redor de Salem.